# Jacob Edvard Wefvar
Jacob Edvard Wefvar, född 23 maj 1840 i Vexala, död 1911 i Karleby, var en av de mest betydelsefulla tradtitionsupptecknarna i Svenskfinland. Han har tecknat upp tusentals visor, sagor, sägner och annat folkloristiskt material. 
Wefvar var elev till gymnasielektorn Oscar Rancken (1824-1895) som år 1848 gjorde ett offentligt upprop i tidningen Ilmarinen efter finlandssvenska visor, sägner, seder och tidsfördriv. Wefvar blev Ranckens närmaste medarbetare i insamlingen av traditionella visor och sagor. Förutom att Wefvar upptecknade ett stort antal visor var han även en föredragshållare och predikant.